# Kamenjani
Kamenjani (Servisch cyrillisch Камењани) is een plaats in de Servische gemeente Kraljevo. De plaats telt 283 inwoners (2002).